# André Téchiné
André Téchiné, född 1943, är en fransk filmkritiker och filmregissör.
Likt flera andra tongivande franska regissörer påbörjade han sin bana som kritiker i den inflytelserika tidningen Cahiers du cinéma. Han gjorde senare regidebut 1969 med filmen Paulina s'en va. Filmen Les roseaux sauvages (1994) erhöll Césarpriset för bästa film.

## Filmografi (i urval)
- 1979 – Systrarna Brontë
- 1985 – Rendez-vous
- 1996 – Tjuvarna